# Christopher (sanger)
 For alternative betydninger, se Christoffer. (Se også artikler, som begynder med Christoffer)
Christopher Nissen Haugaard (født 31. januar 1992 på Frederiksberg) er en dansk sanger, musikproducer og sangskriver.

## Opvækst
Christopher Lund Nissen blev født den 31. januar 1992 på Frederiksberg til Gert og Liselotte Nissen. Han har en yngre bror, Oliver (f. 1999). Da Christopher var 4 år flyttede familien til Kastrup, Amager, hvor han voksede op og han gik på Korsvejen Skole. Som barn dyrkede Christopher badminton, fodbold, tennis og han blev klubmester i dart og pool i sin lokale fritidsklub.
Som 14-årig fik Christopher kontakt med producer Claus Hasfeldt, og de tilbragte tid sammen, hvor de producerede musik. I august 2011 producerede Christopher sammen med en kammerat, en coverversion af Robyns “Call Your Girlfriend” som blev lagt på YouTube og efterfølgende fik stor opmærksomhed.

## Karriere
I 2011 opsøgte Christopher pladeselskabet EMI, hvor han efterfølgende blev tilbudt en pladekontrakt og den 5. september 2011 udkom hans debutsingle “Against All Odds”. Hans debutalbum Colours udkom i marts 2012 , som bl.a. indeholdt hittet "Nothing in Common". Samme år var han på sin første solodanmarksturné. I 2012 modtog Christopher prisen som 'Årets nytænker' ved Danish Music Awards 2012. Prisen blev givet for at belønne "innovativt brug af sociale og digitale medier til at skabe kontakt med fans".

### 2014: Indtog i Asien
I januar 2014 var Christopher medvært på TV 2s late night show Natholdet, hvor han optrådte med sangen “First Like”. Han skulle have spillet sin nyeste single “Crazy”, men efter opfordring fra programmets vært, Anders Breinholt, skrev Christopher en sang baseret på kommentarer fra sin egen Instagram- og Facebookprofil. Sangen blev så positivt modtaget at den blev frigivet som bonus-nummer på Spotify-udgaven af albummet Told You So i 2014.
Christophers andet album, Told You So, udkom i marts 2014 og affødte bl.a. hitsinglerne "Told You So" og "CPH Girls". Sammen med rapperen Brandon Beal udgav han hittet "Twerk It Like Miley" i 2014. I 2014 modtog han ved Danish Music Awards 'Årets publikumspris', ligesom albummet Told You So blev 'Årets danske popudgivelse'. Desuden fik "Twerk It Like Miley" prisen som 'Årets danske club-udgivelse'.Efter dette album fik han sin egen dokumentarserie Jeg er Christopher på DR3. I 2014 blev Christopher interviewet af et kinesisk tv-hold, der var i Danmark for at forberede et tv-show og ønskede at tale med en dansk popstjerne. Christopher blev kort efter inviteret til Kina, hvor han optrådte i tv-showet. Warner China havde i forberedelse hertil udført en blot tre uger lang albumlaunch af Told You So, og albummet lå nummer 1 på QQ Western Music Chart ved Christophers ankomst til Kina.
I 2015 lancerede Christopher sin egen parfume, henvendt til kvinder; Aquarius by Christopher, der blev markedsført som “duften af Christophers drømmekvinde”.

### 2016:Closer
Den 15. april 2016 udkom Christophers tredje studiealbum, Closer. Albummet blev annonceret i marts 2016 og sangene “Tulips” (2015), “Limousine” (feat. Madcon) (2016) og “I Won’t Let You Down” (2016) blev udgivet som singler forud for albummets udgivelse. Albummet blev modtaget med overvejende negative anmeldelser, hvor GAFFA gav albummet 3 ud af 6 stjerner og Ekstra Bladet gav 2 ud af 6 stjerner. I 2016 vandt Christopher for tredje gang The Voice Prisen, hvilket var første gang samme kunstner vandt prisen tre gange.
Den 22. februar 2019 udgav Christopher sit fjerde album Under The Surface. Samme år udgav han tre singler; "Leap of Faith", "Bad Boy" feat. Chung Ha og "Good to Goodbye" feat. Clara Mae.
Den 26. februar 2021 udkom Christophers femte studiealbum; My Blood.
Christopher skrev og sang titelsangen til TV 2s julekalender Valdes Jul i 2023. Sangen var hans første sang sunget på dansk siden “First Like” i 2014. I 2023 havde Christopher også sin hovedrolledebut i Netflix-filmen A Beautiful Life, hvor han også producerede filmens soundtrack.

### 2025-:Fools Gold
Den 2. maj 2025 udgav Christopher sit syvende studiealbum med titlen Fools Gold. Albummet blev modtaget med positive anmeldelser, og 4 ud af 6 stjerner fra GAFFA.

## Privat
Christopher var i perioden 2012-2014 i forhold med den danske sanger, Medina. Parret mødte hinanden, da Christopher i en periode var opvarmning for Medina. I januar 2014 bekræftede begge parter deres brud.
Christopher blev gift med Cecilie Haugaard, model og influencer, den 1. juni 2019 på Helenekilde Badehotel. Parret har sammen to døtre, Noelle (f. 2021) og Isabelle (f. 2023).

## Diskografi
- Colours (2012)
- Told You So (2014)
- Closer (2016)
- Under The Surface (2019)
- My Blood (2021)
- A Beautiful Life (Music from the Netflix Film)
- Fools Gold (2025)

## Filmografi og TV
- Haps du er fanget (2012)
- Go' morgen Danmark (2012, 2013, 2014, 2015, 2016, 2017)
- Danish Music Awards (2012, 2013, 2014, 2015, 2019)
- MGP (2014)
- Jeg er Christopher (2014)
- Zulu Awards (2014, 2016, 2017)
- Natholdet (2014, 2015, 2016, 2017)
- X Factor (2014, 2016)
- Danmarks indsamling (2016, 2017)
- Go' morgen Norge (2016)
- Jeg er stadig Christopher (2016)

### Film
| År   | Titel            | Rolle           |
| ---- | ---------------- | --------------- |
| 2022 | Toscana          | Svend           |
| 2023 | A Beautiful Life | Elliott Winther |

## Priser
| År   | Pris                | Kategori                         | Nomineret for                                          | Resultat  | Kilder |
| ---- | ------------------- | -------------------------------- | ------------------------------------------------------ | --------- | ------ |
| 2012 | The Voice Prisen    | The Voice Prisen                 |                                                        | Vundet    | [ 24 ] |
| 2012 | The Voice Prisen    | Årets Flirt                      | Delt med Medina                                        | Vundet    | [ 25 ] |
| 2012 | The Voice Prisen    | Årets Body Art                   |                                                        | Vundet    | [ 25 ] |
| 2012 | Danish Music Awards | Årets Nytænker/Innovationsprisen |                                                        | Vundet    |        |
| 2014 | Danish Music Awards | Årets danske album               | Told You So                                            | Nomineret |        |
| 2014 | Danish Music Awards | Årets danske popudgivelse        | Told You So                                            | Vundet    |        |
| 2014 | Danish Music Awards | Årets danske sangskriver         | Told You So (Delt med flere)                           | Nomineret |        |
| 2014 | Danish Music Awards | Årets danske solist              |                                                        | Nomineret |        |
| 2014 | Danish Music Awards | Årets publikumspris              |                                                        | Vundet    |        |
| 2014 | Danish Music Awards | Årets danske hit                 | “Twerk It Like Miley” (Brandon Beal feat. Christopher) | Nomineret |        |
| 2014 | Danish Music Awards | Årets danske club-udgivelse      | “Twerk It Like Miley” (Brandon Beal feat. Christopher) | Vundet    |        |
| 2014 | GAFFA-Prisen        | Årets mandlige kunstner          |                                                        | Vundet    |        |
| 2015 | Danish Music Awards | Årets danske hit                 | “CPH Girls” (Christopher feat. Brandon Beal)           | Nomineret |        |
| 2015 | Zulu Awards         | Årets mandlige kunstner          |                                                        | Vundet    |        |
| 2015 | The Voice Prisen    |                                  |                                                        | Vundet    | [ 14 ] |
| 2016 | Danish Music Awards | Årets danske solist              |                                                        | Nomineret |        |
| 2016 | Danish Music Awards | Årets publikumspris              |                                                        | Nomineret |        |
| 2016 | Danish Music Awards | Årets danske pop-udgivelse       | Closer                                                 | Nomineret |        |
| 2016 | The Voice Prisen    |                                  |                                                        | Vundet    | [ 14 ] |
| 2020 | Danish Music Awards | Årets danske radiohit            | ”Ghost”                                                | Nomineret |        |
| 2021 | Danish Music Awards | Årets danske radiohit            | ”Good To Goodbye” (Christopher feat. Clara Mae)        | Nomineret |        |
| 2022 | GAFFA-Prisen        | Årets pop-udgivelse              | My Blood                                               | Nomineret |        |
| 2023 | Danish Music Awards | Årets danske solist              |                                                        | Vundet    |        |

- The Voice Årets Instagrammmer 2013
- MTV Europe Music Awards for årets danske band 2014
- The Voice Årets Trendsætter 2014
- The Voice Årets Idol 2014
- QQ Music Awards 2015 årets lovende navn
- Årets mand Elle Style Awards 2016
- MTV Europe Music Awards Best Danish act 2017